# Charlie Lake, British Columbia
Charlie Lake är en sjö i Kanada.   Den ligger i provinsen British Columbia, i den centrala delen av landet, 3 300 km väster om huvudstaden Ottawa. Charlie Lake ligger 689 meter över havet. Arean är 18,1 kvadratkilometer. Den sträcker sig 13,0 kilometer i nord-sydlig riktning, och 6,9 kilometer i öst-västlig riktning.
Trakten runt Charlie Lake består till största delen av jordbruksmark. Trakten runt Charlie Lake är nära nog obefolkad, med mindre än två invånare per kvadratkilometer.